# ネルソン・クルーズ (外野手)
ネルソン・ラモン・クルーズ・マルティネス（Nelson Ramón Cruz Martinez, 1980年7月1日 - ）は、ドミニカ共和国モンテ・クリスティ州モンテ・クリスティ出身の元プロ野球選手（外野手、指名打者）。右投右打。愛称は"ブームスティック"（"Boomstick"）。これは箒柄で銃身の短いショットガンのことである。
ロサンゼルス・ドジャースのアドバイザーを務めている。
元モンテ・クリスティ州知事のネルシー・クルスは妹。アマウリ・リーバスは従弟である。

## 経歴

### プロ入り前
10代のころはバスケットボールをプレーしており、野球を始めたのは16歳。当時は強打の右打者モイゼス・アルーに憧れていた。

### プロ入りとメッツ傘下時代
1998年2月17日にニューヨーク・メッツと契約し、ドミニカン・サマーリーグで3年間を過ごす。

### アスレチックス傘下時代
2000年8月30日にホルヘ・ベランディアとのトレードでオークランド・アスレチックスへ移籍した。
2001年はルーキー級アリゾナリーグ・アスレチックスで23試合に出場し、打率.250、3本塁打、16打点、6盗塁だった。
2002年はA-級バンクーバー・カナディアンズで63試合に出場し、打率.276、4本塁打、25打点、12盗塁だった。
2003年はA級ケーンカウンティ・クーガーズで119試合に出場し、打率.238、20本塁打、85打点、10盗塁だった。
2004年はA+級モデスト・ナッツとAA級ミッドランド・ロックハウンズ、AAA級サクラメント・リバーキャッツでプレー。AA級ミッドランドでは67試合に出場し、打率.313、14本塁打、46打点、8盗塁だった。オフの10月15日にアスレチックスとメジャー契約を結び、40人枠入りを果たした。

### ブルワーズ時代
2004年12月15日にキース・ジンターとのトレードでジャスティン・レアーとともにミルウォーキー・ブルワーズへ移籍した。
2005年2月10日にブルワーズと1年契約に合意。この年はAA級ハンツビル・スターズとAAA級ナッシュビル・サウンズの2クラスで計128試合に出場して打率.289、27本塁打、81打点、OPS.923、19盗塁を記録、9月にメジャー昇格を果たす。メジャー初出場は17日のヒューストン・アストロズ戦で、8回裏の守備から登場し、9回表の初打席ではエセキエル・アスタシオに中飛に打ち取られた。7試合目の出場となった28日のシンシナティ・レッズ戦で、アーロン・ハラングからMLB初安打となる二塁打を放つ。
2006年3月25日にブルワーズと1年契約に合意。同日にAAA級ナッシュビルへ配属され、開幕を迎えた。この年はAAA級ナッシュビルで104試合に出場し、打率.302、20本塁打、73打点、17盗塁、だった。

### レンジャーズ時代
2006年7月28日にカルロス・リーとともに、フランシスコ・コルデロら4選手との交換でテキサス・レンジャーズへ移籍した。ブルワーズは抑え投手のデリック・ターンボウが不振に陥っていたため、レンジャーズから新たな抑えとしてコルデロを獲得することに成功。一方のレンジャーズはこの時点で既に28本塁打しているリーを獲得し打線を強化した。ただこのトレードにおいては、クルーズが交換要員に含まれるかどうかがトレード成立の鍵となっており、レンジャーズGMのジョン・ダニエルズは「交換相手にネルソンが入っていなかったら交渉は合意に達してなかっただろう」と、クルーズを高く評価していた。移籍したクルーズはメジャーへ昇格し、8月16日のロサンゼルス・エンゼルス・オブ・アナハイム戦では自身初の満塁本塁打を記録した。さらに9月4日のアスレチックス戦ではランニング本塁打も記録している。
2007年2月26日にレンジャーズと1年契約に合意。正右翼手としての期待がかかっていた。開幕ロースター入りしたものの6月3日まで43試合で打率.188、3本塁打、OPS.551と低迷し、AAA級オクラホマシティ・レッドホークスへ降格される。オクラホマでは44試合で打率.352、15本塁打、45打点と活躍し、7月下旬にメジャーへ再昇格すると53試合で打率.276、6本塁打を記録した。
2008年2月15日にレンジャーズと1年契約に合意したが、3月25日にDFAとなった。4月3日にAAA級オクラホマシティへ降格し、開幕を迎えた。なかなかメジャーに定着することができないため「AAA級では活躍できるのに、メジャーへ上がると力を発揮することができなくなる」という意味で「典型的なAAAA級の選手」と揶揄されることもあった。AAA級オクラホマシティで103試合に出場して打率.342、37本塁打、99打点、OPS 1.124、24盗塁の成績を収め、パシフィックコーストリーグのMVPを受賞。8月25日にレンジャーズとメジャー契約を結び、31試合で7本塁打と、年間36本ペースで本塁打を量産しシーズンを終えた。この活躍によって、2001年以降右翼手がなかなか固定できなかったレンジャーズにおいて、クルーズは翌2009年のレギュラー候補筆頭となった。
2009年2月20日にレンジャーズと1年契約に合意。シーズン開幕前の3月に開催された第2回ワールド・ベースボール・クラシック（WBC）のドミニカ共和国代表に選出された。同大会では一次ラウンドD組のパナマ戦でマニー・コーパスからソロ本塁打を記録している。ドミニカ共和国はこのパナマ戦には9-0で圧勝したが、オランダに連敗して一次ラウンド敗退となった。

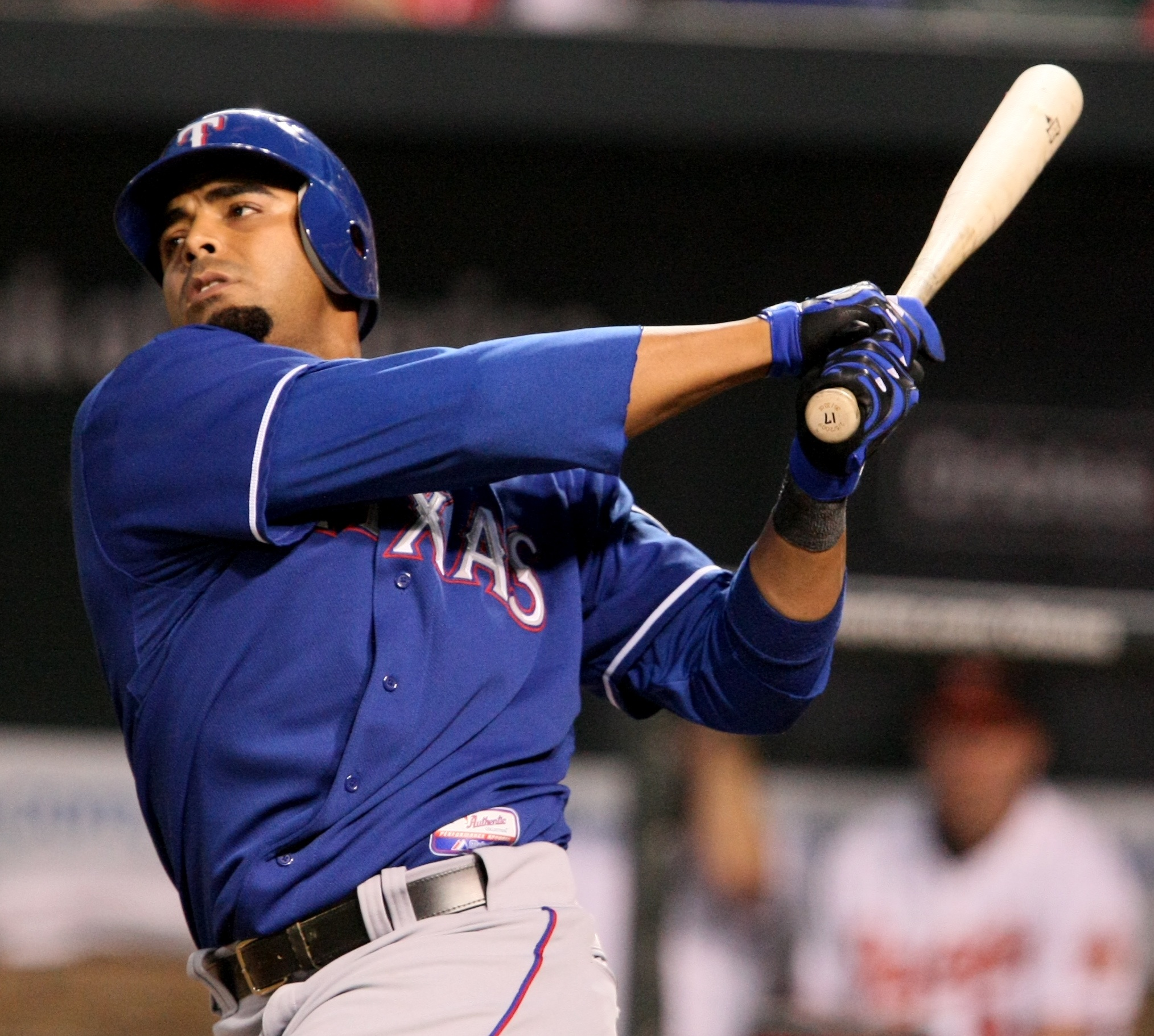
レンジャーズ時代

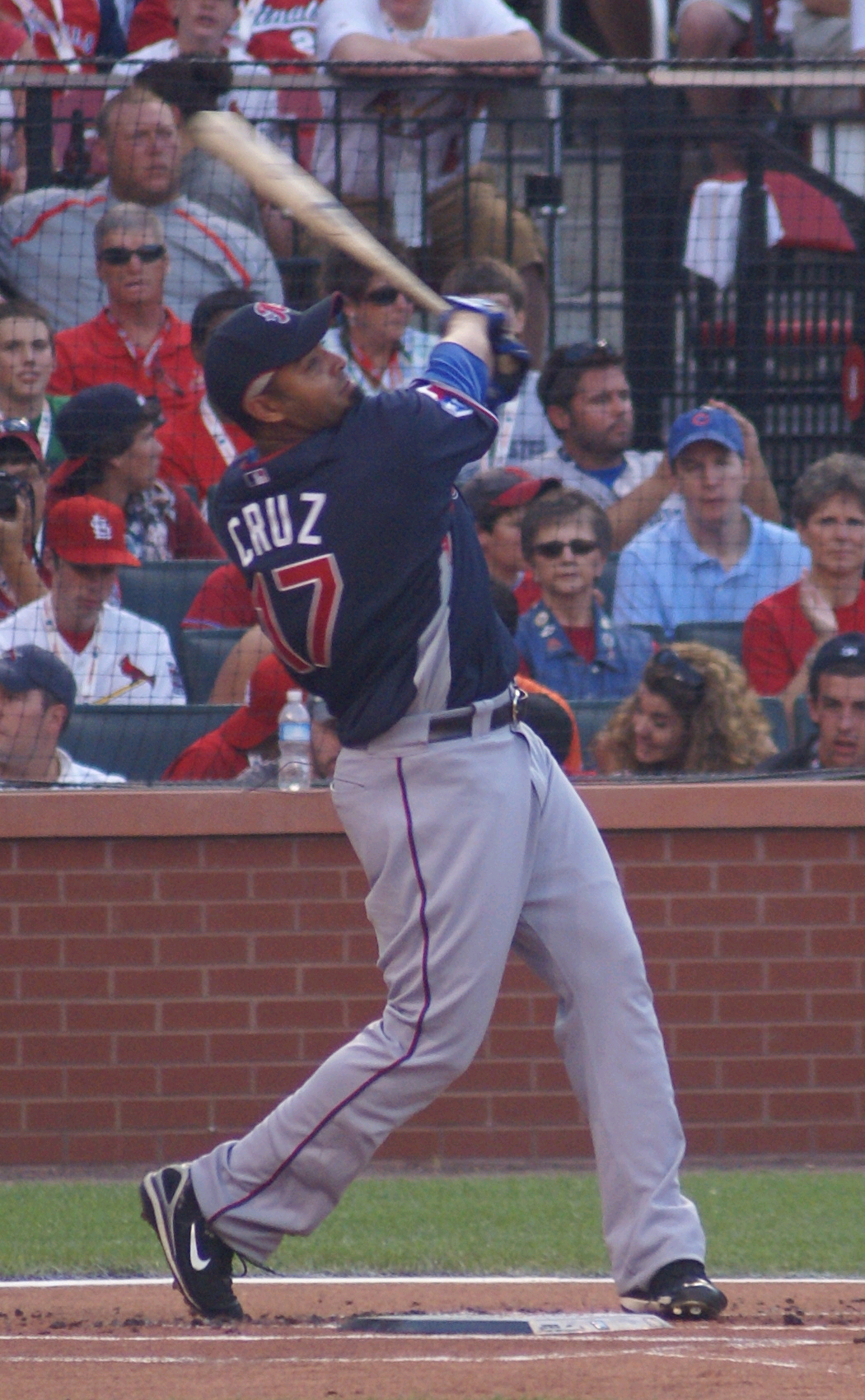
2009年のオールスターゲーム前日、本塁打競争に出場

シーズンでは4月6日のクリーブランド・インディアンスとのMLBシーズン開幕戦には「4番・右翼手」として先発出場。その後も正右翼手として出場を続け、6月終了時点で76試合中72試合に出場、打率.262、19本塁打、47打点、OPS.862、12盗塁を記録し、前年のリーグ打点王だったジョシュ・ハミルトンが故障で長期欠場した穴を補う活躍を見せた。オールスターゲームには故障したトリー・ハンターの代役として初選出され、試合にこそ出場しなかったが、前日に開催された本塁打競争では準優勝した。シーズン通算ではチーム最多・リーグ8位の33本塁打を放ち、盗塁数も20に達している。
2010年3月4日にレンジャーズと1年契約に合意。開幕後は左右のハムストリングを痛め3度にわたり故障者リスト入りし、出場数は108試合にとどまる。それでも2年連続の20本塁打、70打点は達成し、打率やOPSは前年の.260、.856から.318、.950へと上昇させた。また延長戦で5本塁打（うち3本はサヨナラ本塁打）を放っており、シーズン最多記録に並ぶ勝負強さを見せている。レンジャーズはこの年のアメリカンリーグ西地区で優勝し、11年ぶりにポストシーズン進出。タンパベイ・レイズとの地区シリーズを3勝2敗で、ヤンキースとのリーグ優勝決定戦を4勝2敗で、それぞれ制して球団史上初のリーグ優勝とワールドシリーズ進出を決めた。この2シリーズ11試合でクルーズは5本塁打、5二塁打、8打点を記録し、また地区シリーズの最終第5戦では同点の場面から三盗を敢行して敵失を誘い決勝のホームを踏むなど、打撃だけでなく走塁でもチームの勝利を呼び込んだ。ただサンフランシスコ・ジャイアンツとのワールドシリーズは、チームは1勝4敗で敗れワールドシリーズ優勝とはならず。結果的に最終戦となった第5戦では、クルーズは3点ビハインドの7回裏にティム・リンスカムからソロ本塁打を放つも、9回裏二死の場面ではブライアン・ウィルソンの前に空振り三振を喫し、シリーズ最後の打者となった。
2011年1月18日にレンジャーズと365万ドル+出来高15万ドルの1年契約に合意。4月1日のボストン・レッドソックスとのシーズン開幕戦で本塁打を放つと、これを皮切りに4日のシアトル・マリナーズ戦まで4試合連続本塁打。ウィリー・メイズ（1971年）とマーク・マグワイア（1998年）に次いで史上3人目となる、開幕戦からの4試合連続本塁打を達成した。クルーズ本人は「理由はわからない。正しいアプローチができていて、勝負どころで打つべき球を打っているということなんだろうね」と話している。しかしその後は前年同様に足の故障に悩まされ、5月には右大腿四頭筋痛で、8月には左ハムストリング痛で、それぞれ故障者リスト入り。チームは地区2連覇を達成したものの、クルーズ自身は9月の月間打率が.190と不振の状態でポストシーズンへ突入した。前年と同じ顔合わせとなったレイズとの地区シリーズを3勝1敗で突破し、迎えたデトロイト・タイガースとのリーグ優勝決定戦でクルーズは一転して好調となり、ポストシーズン史上最多の1シリーズ6本塁打、13打点を記録。特に第2戦では7回裏に同点のソロ本塁打を放つと、延長11回にはポストシーズン史上初となるサヨナラ満塁本塁打。レンジャーズは4勝2敗でタイガースを下して2年連続リーグ優勝を成し遂げ、クルーズはシリーズMVPを受賞した。
2013年はシーズン開幕前の3月に開催された第3回WBCのドミニカ共和国代表に選出され、2大会連続2度目の選出を果たした。同大会でドミニカ共和国は優勝を果たし、ベストナインにも選出された。
シーズンでは、4年ぶりにオールスターゲームに選出された。しかし、バイオジェネシス・スキャンダルによって禁止薬物購入が発覚し、8月5日に50試合の出場停止処分を受けた。10月31日にFAとなった。

### オリオールズ時代

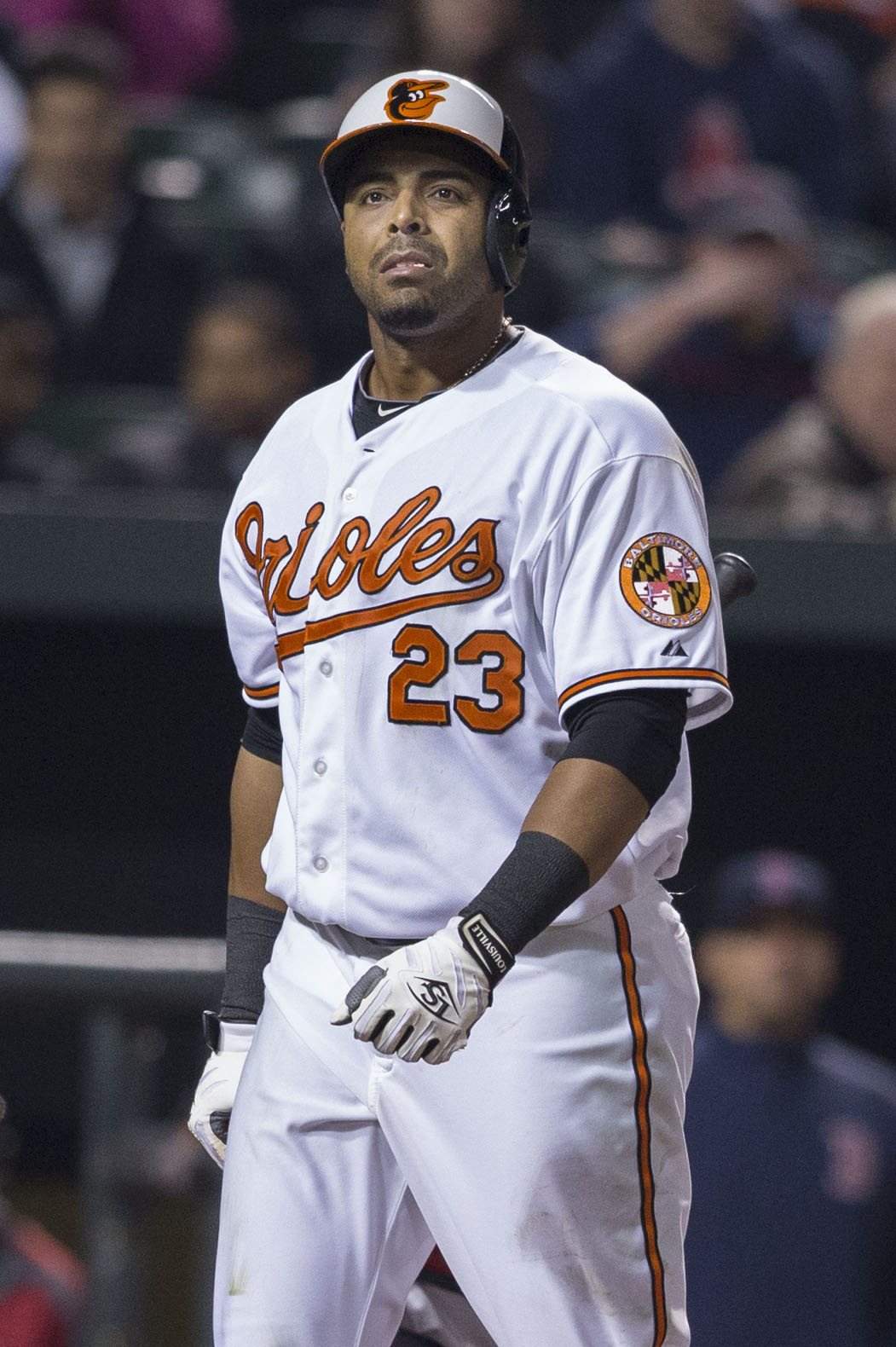
ボルチモア・オリオールズ時代
（2014年4月3日）

2014年2月24日にボルチモア・オリオールズと800万ドルの1年契約を結んだ。指名打者や左翼手として起用され、前半戦はリーグ2位の28本塁打を記録した。7月にはファン投票でオールスターゲームの指名打者部門で選出された。本塁打を最終的に40まで伸ばし、初の本塁打王を獲得した。ポストシーズンでも好調を維持し、ロイヤルズとのリーグチャンピオンシップシリーズの第2戦では、ポストシーズン史上初となる5試合連続複数安打を記録した。オフの10月30日にFAとなった。

### マリナーズ時代
2014年12月4日にシアトル・マリナーズと4年総額5800万ドルの契約を結んだ。

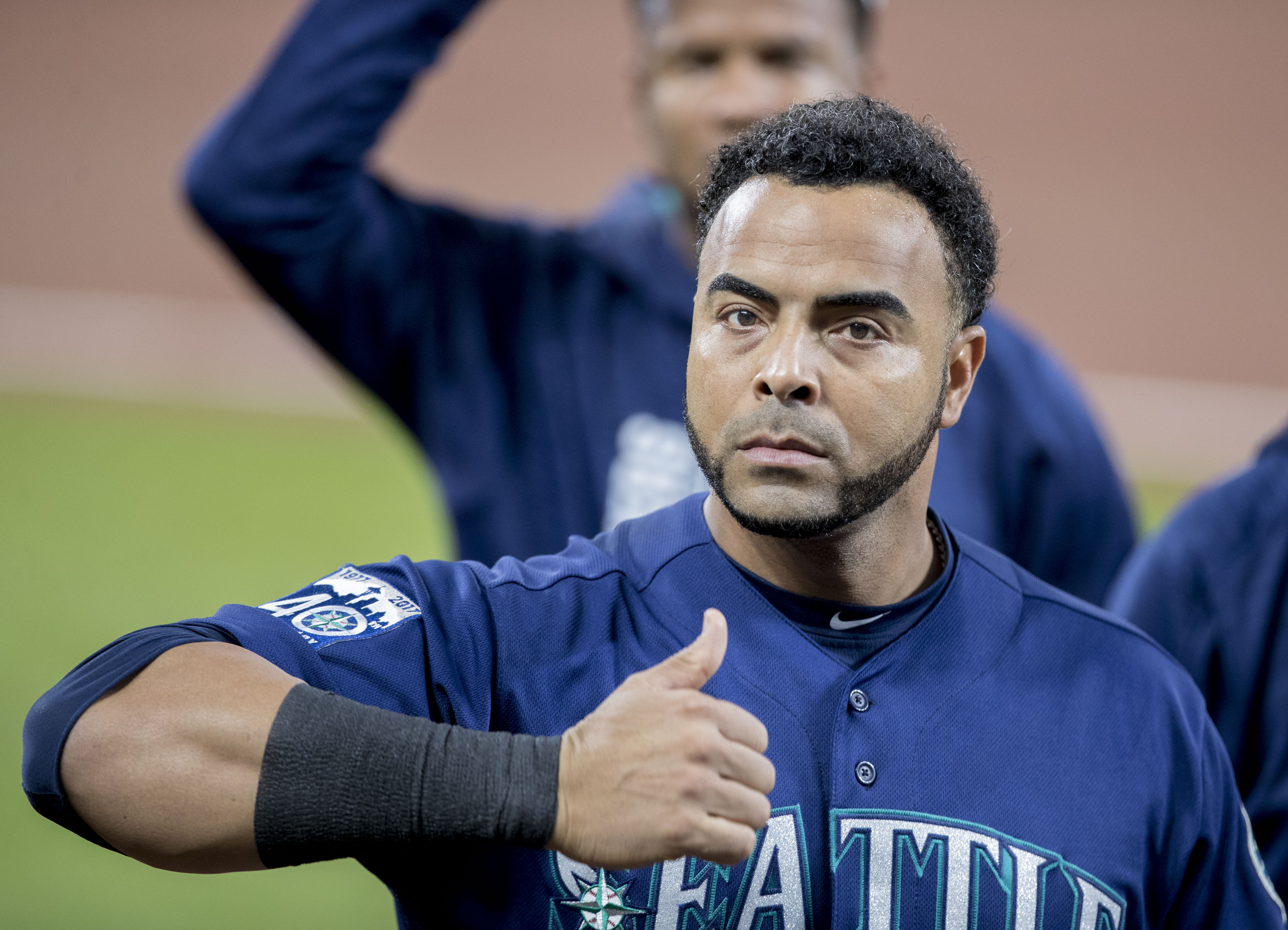
シアトル・マリナーズ時代
（2017年8月29日）

2015年は春先から好調を維持し、4月だけで10本塁打を放って打率.322、OPS1.096を記録。その後もバットの勢いは衰えず、オールスターゲームまでに87試合に出場し、打率.308、21本塁打、53打点を記録した。3年連続でオールスターゲームに選出され、「4番・指名打者」で先発出場したが、安打は放てなかった。後半戦も本塁打を量産し、最終的にはア・リーグ2位の44本塁打を記録した。2013年から2014年にかけて、2年連続40本塁打以上記録したのは、クルーズが唯一である。また、打率は自身3度目の3割以上となる.302を記録したが、規定打席をクリアしたシーズンとして3割を超えたのは初めてだった。また44本中31本がソロ本塁打だった事もあり打点が伸びず、93打点に留まった。
2016年は155試合に出場し、打率.287、43本塁打、105打点を記録。本塁打は3年連続40本以上でリーグ2位、2シーズンぶりの100打点はリーグ8位にランクインした。守備は48試合で右翼の守りに入り、1失策、守備率.987だった。オフの12月5日に第4回WBCのドミニカ共和国代表に選出され、3大会連続3度目の選出を果たした。
2017年はシーズン開幕前に選出されていた第4回WBCに参加。シーズンでは7月8日に通算300号本塁打を記録した。この年は右翼手の守備についたのはわずか5試合で、他は指名打者として出場。155試合の出場で打率.288、39本塁打、119打点を記録し、打点王のタイトルを獲得。オフにエドガー・マルティネス賞を受賞。
2018年は144試合に出場し、打率.256、37本塁打、97打点だった。オフにFAとなる。また、アメリカ合衆国に帰化している。

### ツインズ時代
2018年12月27日にミネソタ・ツインズと1年契約を結んだ。2020年はチームオプションとなる。
2019年9月3日のボストン・レッドソックス戦（フェンウェイ・パーク）で35号ソロ本塁打を放ち、2014年から6年連続で35本塁打を達成した。33歳以上から35本塁打以上を6シーズン達成したのはバリー・ボンズ、ラファエル・パルメイロ以来3人目で、6年連続はパルメイロ（1998年 - 2003年）以来史上2人目の記録となった。9月22日の対カンザスシティ・ロイヤルズ戦（ターゲット・フィールド）で今季40号ソロを放ち、史上57人目の通算400号本塁打を達成した。また、1シーズン40本塁打達成は、ツインズでは3人目となった。最終成績は打率.311、41本塁打、108打点。出場した120試合は指名打者および代打で、一度も守備に就かなかった。
オフの10月30日にツインズがチームオプションを行使したため、1年1200万ドルで残留が決まった。シルバースラッガー賞およびエドガー・マルティネス賞を受賞した。また同年から新設されたオールMLBチームのファーストチーム指名打者に選出された。
2020年オフの11月1日にFAとなった。12月9日にオールMLBセカンドチームの指名打者部門に選出された。
2021年2月10日にツインズと1年1300万ドルで再契約した。7月4日に通算7度目となるオールスターゲームに選出された。7月13日に開催されたオールスターゲームでは9回表にレッドソックスのJ.D.マルティネスの代打で途中出場したが、カブスのクレイグ・キンブレルに抑えられた。

### レイズ時代
2021年7月22日にジョー・ライアン、ドリュー・ストロットマンとのトレードで、カルビン・ファウチャーと共にレイズへ移籍した。オフの11月3日にFAとなった。

### ナショナルズ時代
2022年3月17日にワシントン・ナショナルズと1200万ドルの1年契約を結んだ。2023年は1600万ドルの相互オプションとなる。
開幕ロースター入りし、開幕戦に先発出場し、ナショナルズ移籍後初出場を果たした。4月10日のメッツ戦の初回にカルロス・カラスコから通算450号本塁打を記録した。また、8月13日のパドレス戦でアドリアン・モレホンから安打を打ってMLB通算2000本安打を達成した。シーズン終了後、ナショナルズが翌年の相互オプションを破棄することを選んだため、違約金300万ドルを得てフリーエージェントとなった。

### パドレス時代
2023年1月24日にサンディエゴ・パドレスと1年100万ドルで契約を結んだ。シーズン開幕前の3月に開催された第5回WBCのドミニカ共和国代表に選出された。
シーズンでは開幕をメジャーで迎えた。4月28日と29日にメキシコシティで開催された公式戦「メキシコシティシリーズ」にパドレスの一員として帯同。7月4日にDFAとなった。
同年11月3日、今シーズン限りでの引退が発表された。
同年11月29日、ロサンゼルス・ドジャースのアドバイザーに就任した。

## 人物
妹のネルシー・クルーズはモンテ・クリスティ州知事を務めていたが、2025年4月8日、ジェット・セットナイトクラブ天井崩落事故に巻き込まれて死去した。

## 詳細情報

### 年度別打撃成績
| 年 度     | 球 団     | 試 合 | 打 席 | 打 数 | 得 点 | 安 打 | 二 塁 打 | 三 塁 打 | 本 塁 打 | 塁 打 | 打 点 | 盗 塁 | 盗 塁 死 | 犠 打 | 犠 飛 | 四 球 | 敬 遠 | 死 球 | 三 振 | 併 殺 打 | 打 率 | 出 塁 率 | 長 打 率 | O P S |
| --------- | --------- | ----- | ----- | ----- | ----- | ----- | -------- | -------- | -------- | ----- | ----- | ----- | -------- | ----- | ----- | ----- | ----- | ----- | ----- | -------- | ----- | -------- | -------- | ----- |
| 2005      | MIL       | 8     | 7     | 5     | 1     | 1     | 1        | 0        | 0        | 2     | 0     | 0     | 0        | 0     | 0     | 2     | 0     | 0     | 0     | 0        | .200  | .429     | .400     | .829  |
| 2006      | TEX       | 41    | 138   | 130   | 15    | 29    | 3        | 0        | 6        | 50    | 22    | 1     | 0        | 0     | 1     | 7     | 0     | 0     | 32    | 1        | .223  | .261     | .385     | .645  |
| 2007      | TEX       | 96    | 332   | 307   | 35    | 72    | 15       | 2        | 9        | 118   | 34    | 2     | 4        | 1     | 1     | 21    | 1     | 2     | 87    | 5        | .235  | .287     | .384     | .671  |
| 2008      | TEX       | 31    | 133   | 115   | 19    | 38    | 9        | 1        | 7        | 70    | 26    | 3     | 1        | 0     | 0     | 17    | 2     | 1     | 28    | 1        | .330  | .421     | .609     | 1.030 |
| 2009      | TEX       | 128   | 515   | 462   | 75    | 120   | 21       | 1        | 33       | 242   | 76    | 20    | 4        | 0     | 2     | 49    | 6     | 2     | 118   | 9        | .260  | .332     | .524     | .856  |
| 2010      | TEX       | 108   | 445   | 399   | 60    | 127   | 31       | 3        | 22       | 230   | 78    | 17    | 4        | 1     | 6     | 38    | 5     | 1     | 81    | 12       | .318  | .374     | .576     | .950  |
| 2011      | TEX       | 124   | 513   | 475   | 64    | 125   | 28       | 1        | 29       | 242   | 87    | 9     | 5        | 0     | 3     | 33    | 1     | 2     | 116   | 8        | .263  | .312     | .509     | .821  |
| 2012      | TEX       | 159   | 642   | 585   | 86    | 152   | 45       | 0        | 24       | 269   | 90    | 8     | 4        | 0     | 4     | 48    | 2     | 5     | 140   | 7        | .260  | .319     | .460     | .779  |
| 2013      | TEX       | 109   | 456   | 413   | 49    | 110   | 18       | 0        | 27       | 209   | 76    | 5     | 1        | 0     | 4     | 35    | 2     | 4     | 109   | 14       | .266  | .327     | .506     | .833  |
| 2014      | BAL       | 159   | 678   | 613   | 87    | 166   | 32       | 2        | 40       | 322   | 108   | 4     | 5        | 0     | 5     | 55    | 8     | 5     | 140   | 17       | .271  | .333     | .525     | .859  |
| 2015      | SEA       | 152   | 655   | 590   | 90    | 178   | 22       | 1        | 44       | 334   | 93    | 3     | 2        | 0     | 1     | 59    | 9     | 5     | 164   | 6        | .302  | .369     | .566     | .936  |
| 2016      | SEA       | 155   | 667   | 589   | 96    | 169   | 27       | 1        | 43       | 327   | 105   | 2     | 0        | 0     | 7     | 62    | 5     | 9     | 159   | 15       | .287  | .360     | .555     | .915  |
| 2017      | SEA       | 155   | 645   | 556   | 91    | 160   | 28       | 0        | 39       | 305   | 119   | 1     | 1        | 0     | 7     | 70    | 7     | 12    | 140   | 15       | .288  | .375     | .549     | .924  |
| 2018      | SEA       | 144   | 591   | 519   | 70    | 133   | 18       | 1        | 37       | 264   | 97    | 1     | 0        | 0     | 3     | 55    | 5     | 14    | 122   | 15       | .256  | .342     | .509     | .850  |
| 2019      | MIN       | 120   | 521   | 454   | 81    | 141   | 26       | 0        | 41       | 290   | 108   | 0     | 1        | 0     | 3     | 56    | 8     | 7     | 131   | 14       | .311  | .392     | .639     | 1.031 |
| 2020      | MIN       | 53    | 214   | 185   | 33    | 56    | 6        | 0        | 16       | 110   | 33    | 0     | 0        | 0     | 0     | 25    | 5     | 4     | 58    | 8        | .303  | .397     | .595     | .992  |
| 2021      | MIN       | 85    | 346   | 296   | 44    | 87    | 13       | 1        | 19       | 159   | 50    | 3     | 0        | 0     | 7     | 35    | 6     | 5     | 63    | 10       | .294  | .370     | .537     | .907  |
| 2021      | TB        | 55    | 238   | 217   | 35    | 49    | 8        | 0        | 13       | 96    | 36    | 0     | 0        | 0     | 2     | 16    | 4     | 2     | 63    | 4        | .226  | .283     | .442     | .725  |
| '21計     | TB        | 140   | 584   | 513   | 79    | 136   | 21       | 1        | 32       | 255   | 86    | 3     | 0        | 0     | 9     | 51    | 10    | 7     | 126   | 14       | .265  | .334     | .497     | .832  |
| 2022      | WSH       | 124   | 507   | 448   | 50    | 105   | 16       | 0        | 10       | 151   | 64    | 4     | 0        | 0     | 3     | 49    | 1     | 4     | 119   | 16       | .234  | .313     | .337     | .651  |
| 2023      | SD        | 49    | 152   | 143   | 9     | 35    | 5        | 1        | 5        | 57    | 23    | 1     | 0        | 0     | 1     | 6     | 1     | 2     | 46    | 2        | .245  | .283     | .399     | .681  |
| MLB：19年 | MLB：19年 | 2055  | 8396  | 7501  | 1090  | 2053  | 372      | 15       | 464      | 3847  | 1325  | 84    | 32       | 2     | 60    | 738   | 78    | 86    | 1916  | 179      | .274  | .343     | .513     | .856  |

- 各年度の太字はリーグ最高

### WBCでの打撃成績
| 年 度 | 代 表          | 試 合 | 打 席 | 打 数 | 得 点 | 安 打 | 二 塁 打 | 三 塁 打 | 本 塁 打 | 塁 打 | 打 点 | 盗 塁 | 盗 塁 死 | 犠 打 | 犠 飛 | 四 球 | 敬 遠 | 死 球 | 三 振 | 併 殺 打 | 打 率 | 出 塁 率 | 長 打 率 |
| ----- | -------------- | ----- | ----- | ----- | ----- | ----- | -------- | -------- | -------- | ----- | ----- | ----- | -------- | ----- | ----- | ----- | ----- | ----- | ----- | -------- | ----- | -------- | -------- |
| 2009  | ドミニカ共和国 | 3     | 13    | 11    | 2     | 3     | 0        | 0        | 1        | 6     | 1     | 0     | 0        | 0     | 0     | 2     | 0     | 0     | 3     | 0        | .273  | .385     | .545     |
| 2013  | ドミニカ共和国 | 8     | 34    | 33    | 3     | 10    | 4        | 0        | 0        | 14    | 6     | 0     | 0        | 0     | 0     | 1     | 0     | 0     | 5     | 0        | .303  | .324     | .424     |
| 2017  | ドミニカ共和国 | 6     | 24    | 20    | 4     | 6     | 2        | 0        | 3        | 17    | 5     | 0     | 1        | 0     | 0     | 3     | 0     | 1     | 5     | 2        | .300  | .417     | .850     |
| 2023  | ドミニカ共和国 | 1     | 1     | 1     | 1     | 1     | 0        | 0        | 0        | 1     | 0     | 0     | 0        | 0     | 0     | 0     | 0     | 0     | 0     | 0        | 1.000 | 1.000    | 1.000    |

### 年度別守備成績
| 年 度 | 球 団 | 一塁（1B） | 一塁（1B） | 一塁（1B） | 一塁（1B） | 一塁（1B） | 一塁（1B） | 左翼（LF） | 左翼（LF） | 左翼（LF） | 左翼（LF） | 左翼（LF） | 左翼（LF） | 中堅（CF） | 中堅（CF） | 中堅（CF） | 中堅（CF） | 中堅（CF） | 中堅（CF） | 右翼（RF） | 右翼（RF） | 右翼（RF） | 右翼（RF） | 右翼（RF） | 右翼（RF） |
| 年 度 | 球 団 | 試 合      | 刺 殺      | 補 殺      | 失 策      | 併 殺      | 守 備 率   | 試 合      | 刺 殺      | 補 殺      | 失 策      | 併 殺      | 守 備 率   | 試 合      | 刺 殺      | 補 殺      | 失 策      | 併 殺      | 守 備 率   | 試 合      | 刺 殺      | 補 殺      | 失 策      | 併 殺      | 守 備 率   |
| ----- | ----- | ---------- | ---------- | ---------- | ---------- | ---------- | ---------- | ---------- | ---------- | ---------- | ---------- | ---------- | ---------- | ---------- | ---------- | ---------- | ---------- | ---------- | ---------- | ---------- | ---------- | ---------- | ---------- | ---------- | ---------- |
| 2005  | MIL   | -          | -          | -          | -          | -          | -          | 2          | 0          | 0          | 0          | 0          | ----       | -          | -          | -          | -          | -          | -          | 6          | 4          | 0          | 0          | 0          | 1.000      |
| 2006  | TEX   | -          | -          | -          | -          | -          | -          | 1          | 0          | 0          | 0          | 0          | ----       | 2          | 0          | 0          | 0          | 0          | ----       | 38         | 69         | 4          | 0          | 1          | 1.000      |
| 2007  | TEX   | -          | -          | -          | -          | -          | -          | 16         | 19         | 1          | 0          | 0          | 1.000      | -          | -          | -          | -          | -          | -          | 82         | 148        | 5          | 5          | 1          | .968       |
| 2008  | TEX   | -          | -          | -          | -          | -          | -          | -          | -          | -          | -          | -          | -          | -          | -          | -          | -          | -          | -          | 31         | 72         | 1          | 2          | 1          | .973       |
| 2009  | TEX   | -          | -          | -          | -          | -          | -          | 2          | 7          | 0          | 1          | 0          | .875       | -          | -          | -          | -          | -          | -          | 120        | 294        | 11         | 3          | 2          | .990       |
| 2010  | TEX   | -          | -          | -          | -          | -          | -          | 14         | 22         | 0          | 0          | 0          | 1.000      | -          | -          | -          | -          | -          | -          | 94         | 228        | 3          | 5          | 1          | .979       |
| 2011  | TEX   | -          | -          | -          | -          | -          | -          | 18         | 29         | 1          | 1          | 0          | .968       | -          | -          | -          | -          | -          | -          | 109        | 215        | 5          | 5          | 1          | .978       |
| 2012  | TEX   | -          | -          | -          | -          | -          | -          | 6          | 2          | 0          | 0          | 0          | 1.000      | -          | -          | -          | -          | -          | -          | 151        | 286        | 9          | 4          | 2          | .987       |
| 2013  | TEX   | -          | -          | -          | -          | -          | -          | -          | -          | -          | -          | -          | -          | -          | -          | -          | -          | -          | -          | 102        | 195        | 1          | 3          | 0          | .985       |
| 2014  | BAL   | -          | -          | -          | -          | -          | -          | 60         | 113        | 2          | 0          | 0          | 1.000      | -          | -          | -          | -          | -          | -          | 11         | 19         | 0          | 0          | 0          | 1.000      |
| 2015  | SEA   | -          | -          | -          | -          | -          | -          | -          | -          | -          | -          | -          | -          | -          | -          | -          | -          | -          | -          | 80         | 151        | 6          | 4          | 1          | .975       |
| 2016  | SEA   | -          | -          | -          | -          | -          | -          | -          | -          | -          | -          | -          | -          | -          | -          | -          | -          | -          | -          | 48         | 76         | 2          | 1          | 1          | .987       |
| 2017  | SEA   | -          | -          | -          | -          | -          | -          | -          | -          | -          | -          | -          | -          | -          | -          | -          | -          | -          | -          | 5          | 7          | 0          | 0          | 0          | 1.000      |
| 2018  | SEA   | -          | -          | -          | -          | -          | -          | -          | -          | -          | -          | -          | -          | -          | -          | -          | -          | -          | -          | 4          | 6          | 0          | 0          | 0          | 1.000      |
| 2021  | TB    | 1          | 7          | 0          | 0          | 0          | 1.000      | -          | -          | -          | -          | -          | -          | -          | -          | -          | -          | -          | -          | -          | -          | -          | -          | -          | -          |
| 2023  | SD    | 1          | 1          | 0          | 0          | 0          | 1.000      | -          | -          | -          | -          | -          | -          | -          | -          | -          | -          | -          | -          | -          | -          | -          | -          | -          | -          |
| MLB   | MLB   | 2          | 8          | 0          | 0          | 0          | 1.000      | 119        | 192        | 4          | 2          | 0          | .990       | 2          | 0          | 0          | 0          | 0          | ----       | 881        | 1770       | 47         | 32         | 11         | .983       |

### タイトル
- 本塁打王：1回（2014年）
- 打点王：1回（2017年）

### 表彰
MLB
- シルバースラッガー賞：4回
  - 外野手部門：1回（2015年）
  - 指名打者部門：3回（2017年、2019年、2020年）
- エドガー・マルティネス賞：2回（2017年、2019年）
- ロベルト・クレメンテ賞：1回（2021年）
- プレイヤー・オブ・ザ・マンス：1回（2015年4月）
- アメリカンリーグリーグチャンピオンシップシリーズMVP：1回（2011年）
- オールMLBチーム
  - ファーストチーム指名打者：1回（2019年）
  - セカンドチーム指名打者：1回（2020年）

ドミニカ共和国代表
- WBCベストナイン（2013年）

### 記録
- オールスターゲーム選出：7回（2009年、2013年 - 2015年、2017年、2018年、2021年）

### 背番号
- 8（2005年 - 2006年途中）
- 17（2006年途中 - 2013年）
- 23（2014年 - 2022年）
- 32（2023年）

### 代表歴
- 2009 ワールド・ベースボール・クラシック・ドミニカ共和国代表
- 2013 ワールド・ベースボール・クラシック・ドミニカ共和国代表
- 2017 ワールド・ベースボール・クラシック・ドミニカ共和国代表
- 2023 ワールド・ベースボール・クラシック・ドミニカ共和国代表